# Казе Матија (Потенца)
Казе Матија (итал. Case Mattia) је насеље у Италији у округу Потенца, региону Базиликата.
Према процени из 2011. у насељу је живело 31 становника. Насеље се налази на надморској висини од 710 м.